# Colotis zoe
Colotis zoe är en fjärilsart som först beskrevs av Grandidier 1867.  Colotis zoe ingår i släktet Colotis och familjen vitfjärilar.
Artens utbredningsområde är Madagaskar. Inga underarter finns listade i Catalogue of Life.